# ريتشل ستيوارت (مغنية)
ريتشل ستيوارت (بالإنجليزية: Rachel Stewart)‏ هي مغنية بريطانية، ولدت في 23 ديسمبر 1973.